# Rigidoporus longicystidius
Rigidoporus longicystidius är en svampart som beskrevs av P.K. Buchanan & Ryvarden 2000. Rigidoporus longicystidius ingår i släktet Rigidoporus och familjen Meripilaceae.   Inga underarter finns listade i Catalogue of Life.